# Eleccions al Parlament de Navarra de 1983
Les Eleccions al Parlament de Navarra de 1983 se celebraren el 8 de maig. Amb un cens de 379.692 electors, els votants foren 269.042 (70,86%) i 110.650 les abstencions (29,14%). Fou elegit president Gabriel Urralburu Tainta (PSN-PSOE) com a cap de la llista més votada.
- Els resultats foren:

| ← Eleccions al Parlament de Navarra, 1983 → |        |       |        |
| Partit                                      | Vots   | %     | Escons |
| PSN-PSOE                                    | 94.737 | 35,87 | 20     |
| UPN                                         | 62.072 | 23,50 | 13     |
| AP-PDP-UL                                   | 37.554 | 14,22 | 8      |
| Herri Batasuna                              | 28.055 | 10,62 | 6      |
| PNB                                         | 18.169 | 6,88  | 3      |
| Auzolan                                     | 8.356  | 3,16  |        |
| EKA                                         | 6.733  | 2,55  |        |
| Euskadiko Ezkerra                           | 6.292  | 2,38  |        |
| PCE-EPK                                     | 1.712  | 0,65  |        |
| LKI                                         | 409    | 0,25  |        |

A part, es comptabilitzaren 1.826 (0,48%) vots en blanc.